# Виго Мортенсен
Виго Питер Мортенсен Џуниор (енгл. Viggo Peter Mortensen, Jr.; Вотертаун, 20. октобар 1958) је данско−амерички филмски глумац, музичар, фотограф и сликар. Најпознатији је по улози Арагорна у филмској трилогији Господар прстенова, док је за улогу у трилеру Ускршна обећања био номинован за Оскар за најбољег главног глумца.

## Детињство
Мортенсен је рођен у Њујорку 20. октобра 1958. године. Мајка му је америчког, а отац данског порекла. Кад је имао две године са породицом се сели у Аргентину и тамо живи девет година. Када је имао 11 година његови родитељи се разводе и он се са мајком враћа у Њујорк, где је завршио вишу школу Вотертаун, а затим и универзитет Сент Лоренс 1980. године (шпански језик и међународне односе). Играо је тенис, био капитен пливачког тима, а хоби му је било фотографисање. Након завршетка факултета одлази у Европу где обавља најразличитије послове како би се издржавао (неко време је возио камион). Живео је Шпанији, Данској и Енглеској. Пре него што је одлучио да се врати у САД, у Копенхагену је радио као продавац цвећа.

## Филмска каријера
Након неколико година глуме у позориштима, 1985. године добија мању улогу са Харисоном Фордом у филму Сведок. Касније добија веће улоге у филмовима као што су: Карлитов пут са Алом Пачином, Пророчанство са Кристофером Вокеном, Џи Ај Џејн са Деми Мур, Савршено убиство са Мајклом Дагласом те највећу улогу, улогу Арагорна, у филмској трилогији Господар прстенова.

## Приватни живот
Развео се од Ексен Сервенка, са којом има једног сина. Обожава фудбал и обожавалац је Дијега Марадоне. Навија за аргентинску и данску фудбалску репрезентацију, а такође и за аргентински клуб Сан Лоренцо де алмагро. Поред фудбала, воли и хокеј на леду. Течно говори енглески, дански и шпански, а мало слабије норвешки, француски, италијански и шведски језик.

## Филмографија
| Улоге Вига Мортенсена |                                                |               |                                                | |
| Година                | Српски назив                                   | Изворни назив | Улога                                          | Напомена |
| 1985.                 | Сведок                                         |               | Мозиз Хоклајтнер                               | |
| 1988.                 | Затвор                                         |               | Берк                                           | |
| 1990.                 | Тексашки масакр моторном тестером 3: Ледерфејс |               | Едвард "Текс" Сојер                            | |
| 1990.                 | Млади револвераши 2                            |               | Џон В. По                                      | |
| 1990.                 | Експлозивни воз                                |               | Ханс                                           | |
| 1990.                 | Одрази на кожи                                 |               | Камерон Дав                                    | |
| 1991.                 | Индијански тркач                               |               | Френк Робертс                                  | |
| 1993.                 | Рубин Каира                                    |               | Џони Фаро                                      | |
| 1993.                 | Млади Американци                               |               | Карл Фрејзер                                   | |
| 1993.                 | Тачка кључања                                  |               | Рони                                           | |
| 1993.                 | Карлитов пут                                   |               | Лалин                                          | |
| 1994.                 | Екипа                                          |               | Филип                                          | |
| 1994.                 | Спотицање                                      |               | бескућник                                      | |
| 1994.                 | Америчка јакуза                                |               | Ник Дејвис/Дејвид Брант                        | |
| 1995.                 | Страст Дарклија Нуна                           |               | Клеј                                           | |
| 1995.                 | Гримизна плима                                 |               | поручник Питер Инс                             | |
| 1995.                 | Пророчанство                                   |               | Луцифер                                        | |
| 1996.                 | Албино алигатор                                |               | Гај Фокард                                     | |
| 1996.                 | Портрет једне даме                             |               | Каспар Гудвуд                                  | |
| 1996.                 | Светлост дана                                  |               | Рој Норд                                       | |
| 1997.                 | Тачка нестанка                                 |               | Џими Ковалски                                  | |
| 1997.                 | Џи Ај Џејн                                     |               | главни начелник команде Џон Џејмс „Џек“ Аргејл | |
| 1997.                 | Пиштољ мог брата                               |               | Хуанито                                        | |
| 1998.                 | Савршено убиство                               |               | Дејвид Шоу                                     | |
| 1998.                 | Психо                                          |               | Самјуел Лумис                                  | |
| 1999.                 | Шетња на Месецу                                |               | Вокер Џером                                    | |
| 2000.                 | 28 дана                                        |               | Еди Бун                                        | |
| 2001.                 | Господар прстенова: Дружина прстена            |               | Арагорн                                        | номинација - Награда Удружења филмских глумаца за најбољу филмску поставу номинација - Награда Емпајер за најбољег глумца |
| 2002.                 | Господар прстенова: Две куле                   |               | Арагорн                                        | номинација - Награда Удружења филмских глумаца за најбољу филмску поставу номинација - Награда Емпајер за најбољег глумца номинација - Награда Сатурн за најбољег глумца (филм) номинација - Награда Сателит за најбољег глумца у споредној улози |
| 2003.                 | Господар прстенова: Повратак краља             |               | Арагорн                                        | Награда Удружења филмских глумаца за најбољу филмску поставу Награда Удружења телевизијских филмских критичара за најбољу филмску поставу номинација - Награда Емпајер за најбољег глумца номинација - Награда Сатурн за најбољег глумца (филм) |
| 2004.                 | Хидалго                                        |               | Френк Хопкинс                                  | |
| 2005.                 | Насилничка прошлост                            |               | Том Стол/Џои Кјусак                            | номинација - Награда Емпајер за најбољег глумца номинација - Награда Сателит за најбољег глумца у главној улози номинација - Награда Сатурн за најбољег глумца (филм) номинација - Награда Удружења њујоршких филмских критичара за најбољег глумца |
| 2006.                 | Алатристе                                      |               | Дијего Алатристе и Тенорио                     | |
| 2007.                 | Заклетва                                       |               | Николај Лужин                                  | Британска независна филмска награда за најбољег глумца у главној улози Награда Сателит за најбољег глумца у главној улози номинација - Оскар за најбољег глумца у главној улози номинација - Златни глобус за најбољег главног глумца у играном филму (драма) номинација - БАФТА за најбољег глумца у главној улози номинација - Награда Удружења филмских глумаца за најбољег глумца у главној улози номинација - Награда Удружења телевизијских филмских критичара за најбољег глумца у главној улози номинација - Награда Сатурн за најбољег глумца (филм) номинација - Награда Удружења њујоршких филмских критичара за најбољег глумца номинација - Онлајн награда Друштва филмских критичара за најбољу главну мушку улогу |
| 2008.                 | Апалуза                                        |               | Еверет Хич                                     | |
| 2008.                 | Доброта                                        |               | Џон Халдер                                     | |
| 2009.                 | Пут                                            |               | Човек                                          | номинација - Награда Удружења телевизијских филмских критичара за најбољег глумца у главној улози номинација - Награда Сатурн за најбољег глумца (филм) |
| 2011.                 | Опасан метод                                   |               | Зигмунд Фројд                                  | номинација - Златни глобус за најбољег споредног глумца у играном филму номинација - Награда Удружења њујоршких филмских критичара за најбољу споредну глумицу номинација - Награда Сателит за најбољег глумца у споредној улози |
| 2012.                 | На путу                                        |               | Вилијам Бароуз                                 | |
| 2012.                 | Сви имамо план                                 |               | Агустин/Педро                                  | |
| 2014.                 | Два лица јануара                               |               | Честер Макфарланд                              | |
| 2014.                 | Хауха - Рај на земљи                           |               | Гунар Динсен                                   | |
| 2014.                 | Далеко од људи                                 |               | Дару                                           | |
| 2015.                 | Капетан Фантастични                            |               | Бен                                            | |
| 2018.                 | Зелена књига                                   |               | Тони Валелонга                                 | номинација - Оскар за најбољег глумца у главној улози |